# NGC 5666
NGC 5666 é uma galáxia espiral (S?) localizada na direcção da constelação de Boötes. Possui uma declinação de +10° 30' 39" e uma ascensão recta de 14 horas, 33 minutos e 09,3 segundos.
A galáxia NGC 5666 foi descoberta em 9 de Maio de 1825 por John Herschel.